# 하닝에시

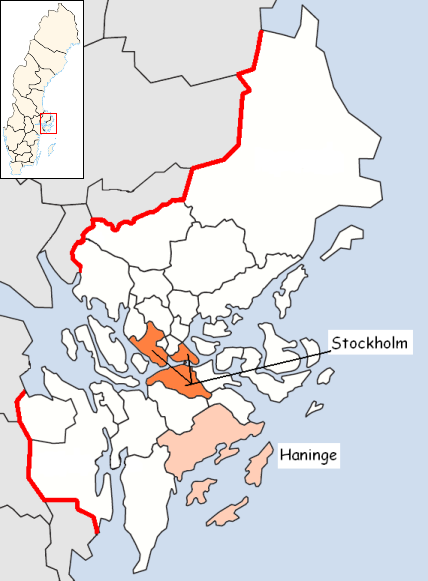
하닝에 시의 위치

하닝에시(스웨덴어: Haninge kommun)는 스웨덴 스톡홀름주에 위치한 지방 자치체로, 면적은 2,173.66km2, 인구는 76,569명(2010년 기준), 인구 밀도는 35명/km2이다. 1971년 베스테르하닝에(Västerhaninge)와 외스테르하닝에(Österhaninge)를 합병하여 신설되었다.

시 문장